# Södermanlands runinskrifter 273

Runinskrift Sö 273 är en runsten som står utmed Dalarövägen på Sanda ägor i Österhaninge socken och Haninge kommun, Sotholms härad på Södertörn. 

## Stenen
Ursprungligen stod Valstastenen, som den kallas, 400 meter längre åt sydost ute på fältet och nära Valsta gamla bytomt. Stenen är känd alltsedan 1600-talet och den flyttades till sin nuvarande plats 1835. Länge låg den där sönderbruten i tre delar innan den restes i vägkanten. 
Den från runor översatta inskriften lyder enligt nedan:

## Inskriften
Translitterering av runraden:
+ sikni(u)- + raisti + stai- -t + siʀ͡uþr + faþur sin + siba --(o)þur
Normalisering till runsvenska:
Signiu[tr] ræisti stæi[n a]t Sigrøðr, faður sinn, Sibba [br]oður.
Översättning till nusvenska:
Signjut reste stenen efter Sigröd, sin fader, Sibbes broder.